# 斯塔比亞海堡
斯塔比亞海堡是位於義大利南部坎帕尼亞大區那不勒斯省的一個城市。坐落在那不勒斯灣岸，距那不勒斯約20公里遠。有人口約70,000人。

## 名人
- 法比歐·奎格利亞雷拉：職業足球員。
- 塞巴斯蒂亞諾·埃斯波西托：職業足球員。
- 詹路易吉·多納魯馬：職業足球員。